# Metformină
Metformina, comercializată fie ca medicament generic, fie sub diferite mărci înregistrate precum Siofor, Metfogamma sau Glucophage, este un medicament antidiabetic care face parte din clasa de medicamente denumite biguanide și care se administrează pe cale orală. Este un medicament de prima instanță pentru tratamentul diabetului de tip 2, în particular la persoane supraponderale și obeze cu funcție hepatică normală. Folosirea sa în diabetul gestațional a fost limitată din motive de siguranță. Este de asemenea folosită în tratamentul sindromului ovarului polichistic și a fost studiată ca posibilă soluție pentru alte boli unde rezistența la insulină poate fi un factor important, boli cum ar fi maladia ficatului gras non-alcoolic. Metformina funcționează prin suprimarea producției de glucoză de către ficat.
Produsă și identificată ca mod de reducere a zahărului din sânge (glicemiei) pentru prima data în anii 1920, metformina a fost uitată pentru următoarele două decenii în timp ce cercetările s-au focalizat pe insulină și alte medicamente antidiabetice. Interesul pentru metformină a fost resuscitat în anii 1940 după ce mai multe rapoarte au afirmat că poate reduce nivelul glicemiei la oameni, iar în 1957 medicul francez Jean Sterne a publicat primele teste clinice ce utilizau metformina ca tratament pentru diabet. Medicamentul a fost introdus în Marea Britanie în 1958, Canada în 1972 și în Statele Unite ale Americii în 1995. Metformina este acum apreciată ca cel mai prescris medicament antidiabetic în lume. Numai în Statele Unite, mai mult de 48 de milione de rețete au fost emise pentru acest medicament în 2010. 

## Utilizări medicale

### Diabet de tipul 2

Metformină generică, tablete de 500 mg

Asociația Americană de Diabet recomandă metformina ca medicament de primă linie pentru tratarea diabetului de tipul 2.

### Steatoză hepatică non-alcoolică
Mai multe studii sugerează ameliorarea funcției hepatice (și scăderea transaminazelor) în cazul pacienților cu steatoză hepatică non-alcoolică tratați cu metformină, însă alte studii susțin că nu ar exista o asemenea îmbunătățire.

## Contraindicații
Prin creșterea riscului de acidoză lactică sau prin creșterea producției de lactat (hipoxie, stări de șoc) sau prin risc de acumularea (insuficiență renală cronică), metformina este contraindicată în următoarele cazuri:
- insuficiență renală, chiar moderată
- cetoacidoză
- insuficiență hepatică severă
- stare de ebrietate
- injecție de agent de contrast iodat (utilizat pentru examinări de tip scaner X)
- insuficiență cardiacă decompensată
- insuficiență respiratorie severă
- infarct miocardic recent sau ischemie coronariană evolutivă
- infecție acută: septicemie, bacteriemie, meningită ...
- gangrenă sau ischemie critică la nivelul membrelor inferioare
- accident vascular cerebral recent
- sarcină și alăptare